# La Prensa (San Pedro Sula)
Pour les articles homonymes, voir La Prensa.
La Prensa (nom signifiant, en français : « La Presse »), est un quotidien hondurien, de langue espagnole, de format tabloïd, publié à San Pedro Sula.
Avec une diffusion supérieure à 50 000 exemplaires, il s'agit du quotidien ayant le plus gros tirage du pays.
Le journal appartient à la famille Canahuati Larach, également propriétaire du journal El Heraldo et des Laboratorios Finlay. Il s'oppose au gouvernement de Manuel Zelaya.